# Montargis coince la bulle
Montargis coince la bulle est un festival de bande dessinée français se tenant à Montargis dans le département du Loiret (région Centre-Val de Loire).

## Historique
Sous l'impulsion du dessinateur et scénariste Arnaud Floc'h et avec l'aide du Rotary-Club Montargis-Girodet, la première édition du festival est organisée les 29 et 30 mai 2010.
La seconde édition se tient les 28 et 29 mai 2011.
La troisième édition, à la fin mai 2012 accueille 35 auteurs, une exposition de 120 planches originales d'auteurs français, italiens et espagnols des années 1950 - tels que Cezard, Gire, Brantonne, Gosselin, Cazanave, Le Rallic, Boixcar, Jean-Paul Decoudun, Chott, Liquois, Gaty, Rigot, Giffey, Benvenuti, Mathelot, Poivet, Albertarelli, Bob Dan ou Forest - et le BD concert de Thierry Murat intitulé « Les Larmes de l'Assassin ».
À partir de 2013 et à la suite du retrait du Rotary-club, le festival est soutenu par de nouveaux partenaires, dont la communauté d'agglomération montargoise et rives du Loing et la mairie de Montargis. La quatrième édition se tient les 25 et 26 mai 2013 et accueille une trentaine d'auteurs dont Tito, Mezzo, Thierry Murat, Chantal Montellier ou Glen Chapron, ainsi que plusieurs expositions et un BD concert (Championzé de Vaccaro). Des albums d'édition de BD anciennes, souvent anonymes, sont vendus sur place (Rocky Lane, Kirkor Yalengadian, Tim et Tom par Decoudun).
L'édition de 2015 est la sixième. Le festival a encore eu lieu en 2016 mais pas en 2017 ni en 2018.